# Sions Nya Sånger
Sions Nya Sånger är en svenskspråkig herrnhutisk sångbok, utgiven första gången 1778 i Köpenhamn (smugglades in i Sverige). Tidigare hade Sions Sånger utkommit i flera upplagor, varav den första 1743. Sions Nya Sånger innehåller till största delen sånger av Anders Carl Rutström, men även Magnus Brynolf Malmstedt är flitigt representerad. I övrigt återfinns ett ganska stort antal författare av båda könen under den opreciserade rubriken "Några utvalda sånger av andra författare". Bland dem kan C.G. Zetraeus och Fredrika Nieroth-Falck nämnas.
På grund av det stora antalet Rutström-sånger (dock ej fullt så många som ofta angetts) har samlingen även gått under namnet "Rutströms sånger".
Fram till utgåvan 1923 som Bibeltrogna Vänners sångbok gavs totalt 35 olika upplagor ut. En sista (?) upplaga trycktes i Kristianstad 1964.

## Författare
- Magnus Brynolf Malmstedt
- Abr. Falk
- C. M. Liljehöök
- C. G. Zethraeus
- A. C. Hallman
- C. G. Gjörwell
- Balzar Lund
- Erland Fredrik Hjärne
- Anders Gustaf Sefström

## Lista över psalmer (påbörjad)

### Om Menniskans fall och Upprättelse
- 2. En punkt i Ewighetens längd
- 28. Min blodige konung på korsträdets stam

### Böne-Psalmer
- 48. Ack! Himla-monark, min broder och Gud
- 49. Gud Fader wår, af ewig nåd
- 50. Kom, huldaste förbarmare
- 51. Hjertans Jesu, hulde broder
- 52. Hugswala mitt hjerta, hugswalande Gud
- 53. Du Sions Kung, min blodbestänkte hjelte

### Fröjde-Sånger
- 58. Gud ware lof, att jag nu wet
- 59. Gläd dig, frälsta hjrta
- 60. Gud ware lof! det afgjordt är
- 61. Ack! själ, war glad, ty Jesus dött
- 62. Tack, min Jesu! för din möda
- 63. Så haf nu själ ett muntert sinne
- 64. Nu är jag glad och hjertligt nöjd
- 65. Sions börder, Norr och söder

### Om guds försyn
- 66. Fördolda Gud och ursprungskälla

### Om Evangelio och Evangelii Betryck
- 67. Guds helga Evangelium
- 68. I prester, Jesu sändebud
- 69. O! store Herre Gud
- 70 Hwad annan lön, än skam och we
- 71. Du nådens och kärlekens ewiga allt
- 72. Bort annat allt
- 73. Du enda Herre öfwer allt
- 74. Den hinden som snart
- 75. Låt jord och himmel mörkna af
- 76. Min fyrti-åra sårade werld
- 77. Rättfärdig blev världen

### Sommar-Sånger
- 78. Kom, ljufwa ro och sommar-nöje
- 79. Wälsignade dag!
- 80. Guds Lam! hör hela jordens Behedrar din person

### Nattwards-Sång
- 81. Min Jesus utaf Nazareth

### Om guds kyrka och församling
- 82. Guds Ande talar om en stad
- 83. Lammets folk och Sions fränder
- 84. Jerusalem, den helga stad

### Om döden och den sälla ewigheten
- 85. Död! jag skulle likwäl tala
- 86. En gång, en gång, en gång
- 87. Lycklig jag, som nu får sjunga
- 88. Johannes ena röst af himlen hörde tala
- 89. Det står ju Herrans folk en rolighet tillbaka
- 90. Gud har af ewig nåd skänkt oss en ädel anda

### Några utwalda Sånger af andre Författare
- 91. Werlden i Jesu rättfärdig är worden
- 92. Hör, du som går i sorg och qwida
- 93. Uppgången af höjden har nu oss besökt
- 94. Den weige solen, all werldenes ljus
- 95. Ack! Frälsare kär
- 96. Hjertans Jesu, du min enda tröst
- 97. Det skedde för mig
- 98. Låt Nådens Anda oss förklara
- 99. Gläd dig, min själ!
- 100. Här du, förströdda men'skohjerta
- 101. Förr än werldens grund war lagder
- 102. Helig, helig, helig Herran Gud, all werldens Skapare
- 103. Yttersta dagen en glädjedag bliver
- 104. Acjm Jesu! jag är hjertligt glad
- 105. Så är jag nu salig vorden
- 106. Det må gå i werlden som Gud will
- 107. Ack! har du ej wilja att blifwa min brud
- 108. Wäl mig, den stund jag ewigt minnes
- 109. Hwar finnes Jesu lite?
- 110. Kom, Sions folk och syskon kära
- 111. Jesus på korset hänger i wånda
- 112. Jesus hänger, blodig, sårad
- 113. Ho har en själ och ej besinnar hwad som händer
- 114. Triumf! halleluja, Wälkommen, Jehova!
- 115. I, som hoppens uppå Herran
- 145. Hjertans Jesus, i ditt hjerta
- 146. Välsignad den dagen
- 151. Ack sälla stund jag efterlängtar
- 152. När jag i tron min Jesus ser
- 157. Himla-sanning, gåfwa kär

### Fotnoter
1. ↑  ”Sions nya sånger” (på engelska). Worldcat. 13 mars 1778. https://www.worldcat.org/title/sions-nya-sanger/oclc/983464591&referer=brief_results. Läst 16 oktober 2017.